# Gomphus oklahomensis
Gomphus oklahomensis är en trollsländeart som beskrevs av Pritchard 1935. Gomphus oklahomensis ingår i släktet Gomphus och familjen flodtrollsländor. Inga underarter finns listade i Catalogue of Life.